# Bodianus paraleucosticticus
Bodianus paraleucosticticus Gomon, 2006 è un pesce di acqua salata appartenente alla famiglia Labridae.

## Distribuzione e habitat
È stato localizzato in Nuova Caledonia, Rarotonga e Nuova Guinea. Vive tra 50 e 115 m di profondità.

## Descrizione
Presenta un corpo compresso lateralmente, con il profilo della testa appuntito. È una specie di piccole dimensioni, infatti la lunghezza massima registrata è di 9,9 cm. Tutte le pinne hanno una colorazione giallastra eccetto le pinne pelviche, bianche.
Gli esemplari adulti somigliano molto a Bodianus leucosticticus, dal quale si distinguono per la colorazione tendente al giallo delle striature e per la presenza di una macchia all'inizio della pinna dorsale molto più evidente. La colorazione degli adulti è composta da striature orizzontali su uno sfondo rosa, più pallido sul ventre. Alla base delle pinne pettorali è presente una macchia nera.

## Riproduzione
È oviparo e non ci sono cure verso le uova; la fecondazione è esterna.

## Conservazione
Le informazioni che riguardano questa specie sono note dai pochi esemplari trovati, e non sono sufficienti per trovare i pericoli che potrebbero minacciarla, quindi viene classificata come "dati insufficienti" (DD) dalla lista rossa IUCN.